# Nedžad Muratović
Nedžad Muratović (nacido el 27 de diciembre de 1995 en Tuzla) es un jugador de baloncesto bosnio que en la actualidad juega de ala-pívot en el Club Ourense Baloncesto.

## Trayectoria
Se formó en el equipo de su ciudad natal, el OKK Sloboda Tuzla donde jugaría desde 2014 hasta 2018. En la temporada 2017/18, defendiendo la camiseta de su club de toda la vida, firmó 8,8 puntos, 4,7 rebotes y una asistencia en algo más de 25 minutos sobre la cancha, en la que ha seríaconsiderado como una de las grandes promesas del baloncesto nacional bosnio.
En 2018 debuta con la selección absoluta de su país (aunque con escaso protagonismo debido a su juventud).
En agosto de 2018, llega a la Liga LEB para formar parte del Club Ourense Baloncesto por una temporada.

## Trayectoria deportiva
- 2014/18. OKK Sloboda Tuzla.
- 2018/19 Club Ourense Baloncesto. LEB Oro.